# Agence nationale de la météorologie
L’Agence nationale de la météorologie, abrégé ANM et communément appelé Météo-Bénin, est une agence publique à caractère social indépendante ayant une autonomie financière au sein du Ministère des Infrastructures et des Transports. Félicien Dakpanon Chede en est l'actuel directeur général,.

## Mission
L'Agence nationale de la météorologie est créée par décret présidentiel le 7 septembre 2015 pour remplacer la Direction
Nationale de la Météorologie (DNM). Elle est aussi nommée Météo Bénin. Son siège se trouve à Cotonou.
Sa mission principale est d'observer, d'analyser, d'étudier et de prévoir les conditions météorologiques, climatiques et les composants atmosphériques de l'environnement. Son objectif est d'assurer la sécurité des individus et des biens dans le domaine de la météorologie et de la climatologie,.

## Attributions
L'Agence nationale de la météorologie a pour responsabilités,:
- Contribuer à la formulation de la politique de l'État en matière de météorologie et de climatologie.
- Fournir des informations et des services appropriés en météorologie et climatologie à tous les utilisateurs et secteurs socio-économiques et environnementaux.
- Mettre en œuvre et suivre la politique définie par le gouvernement en matière de météorologie et de climatologie.
- Gérer et développer le réseau national d'observations météorologiques et de surveillance de l'environnement atmosphérique.
- Étalonner les instruments météorologiques.
- Archiver toutes les données météorologiques.
- Superviser et contrôler les activités météorologiques au niveau national.
- Assurer la disponibilité des informations et des services météorologiques et promouvoir leur utilisation dans les différents secteurs socio-économiques et environnementaux.
- Réaliser des études et des recherches météorologiques et climatiques en lien avec sa mission.
- Coordonner et contrôler scientifiquement et techniquement les activités météorologiques sur l'ensemble du territoire national.
- Préparer et diffuser des avis en cas de catastrophes hydrométéorologiques en tant qu'autorité compétente.
- Assumer la responsabilité de la mise en œuvre scientifique et technique de toutes les activités de modification artificielle du temps sur le territoire national.
- Former et gérer le personnel météorologique.
- Suivre et mettre en œuvre les mesures liées aux engagements internationaux du Bénin dans le domaine de la météorologie.

L'Agence nationale de la météorologie représente la République du Bénin dans les instances internationales chargées des questions de météorologie et de climatologie.

## Organisation et fonctionnement
Afin d'accomplir ses diverses responsabilités, Météo-Bénin a mis en place une structure organisationnelle comprenant des Directions centrales qui sont chargées des principales missions et thématiques de l'établissement. En parallèle, un réseau territorial a été établi pour mettre en œuvre les grandes orientations et prendre en compte la dimension locale,.

### Direction des systèmes d'information
La Direction des systèmes d'information (DSI) est une entité technique au sein de l'Agence nationale de la météorologie (Météo-Bénin). Sa mission principale est d'apporter son soutien à la Direction Générale dans la définition et la mise en œuvre de la politique des services et des systèmes d'information météorologiques appropriés. Cela se fait en alignement avec les politiques nationales du pays, notamment le Schéma Directeur National des Systèmes d'Information (SDNSI),.

### Direction de la prévision et du réseau d'observation météorologique
La direction de la prévision et du réseau d'observation météorologique (DPROM) est une direction technique de l'Agence nationale de la météorologie (Météo-Bénin). Elle joue un rôle crucial en assurant la prévision du temps, du climat et des composants atmosphériques de l'environnement. Son objectif principal est d'assurer la sécurité des individus et des biens sur l'ensemble du territoire national.

### Direction de la climatologie et des applications météorologiques
La Direction de la climatologie et des applications météorologiques (DCAM) a pour responsabilités la préservation à long terme, l'enrichissement et l'analyse des données climatologiques. Elle se charge de caractériser le climat passé, présent et futur en utilisant des produits issus de la recherche climatique tels que les réanalyses, les prévisions saisonnières et les projections climatiques,.